# 格劳庇乌山战役

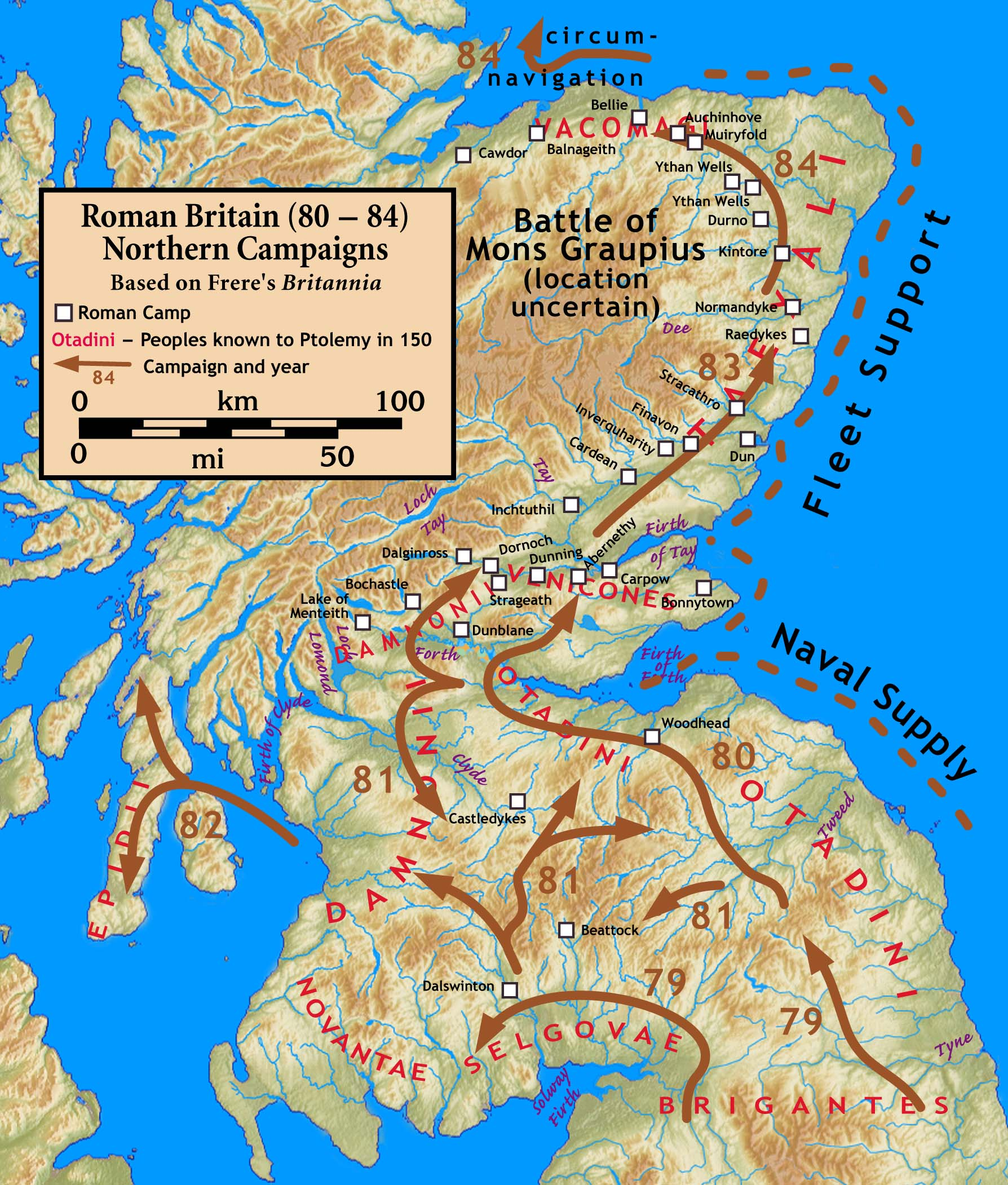
罗马不列颠向北进军示意图

根据塔西佗的记载，格劳庇乌山战役是一场发生在83年或84年的战役。作战的双方分别为喀里多尼亚联盟和罗马帝国。塔西佗的岳父，同时也是不列颠的总督格涅乌斯·尤利乌斯·阿古利可拉派水军和由不列颠人组成的辅助部队进攻喀里多尼亚人，当他们赶到指定地点时，他们发现该地已为敌人所占据。于是就这样爆发了战斗。
尽管众寡悬殊，喀里多尼亚人时常缺乏面对他们的敌人的勇气。这群蛮族部落是最后被征服的。在许多年的避战之后，当罗马人侵入主要产粮区时他们被迫参战，他们要么奋战而死，要么在下个冬天来临之时饿死。

## 战役背景
自从保利努斯平定波迪卡叛乱到维斯帕西安即位以来，罗马在不列颠都不曾采取大规模的军事行动。在这期间任职的三位总督佩特罗尼乌斯·杜尔比亚鲁斯（Petronius turpilianus）特瑞伯利乌斯·马克西姆斯(Trebellius Maximus)维提乌斯·波拉鲁斯均采取相对消极放任的政策治理不列颠。直到四帝内战结束，维斯帕西安皇帝统一帝国之后，新任罗马总督才采取了积极的行动，他们扫清了不列颠境内最强大的部落布里甘特人（Brigantes）
和西鲁瑞斯人，使得整个行省真正彻底的纳入罗马治下，这便是阿古利可拉上任之前不列颠的状况。
公元78年夏，阿古利可拉就任不列颠总督，方一上任便发动攻势，先剿灭了叛乱的鄂多色末斯人，顺势一鼓作气又拿下了保利努斯曾经攻陷而因波迪卡起义不得不放弃的安格尔西岛。在治理政务方面，他采用恩威相济的方针，一方面不时出兵袭击不服的不列颠人，向北扩张领土，建立了所谓的阿古利可拉防线，另一方面大力推行罗马化政策。公元82年，他甚至打算发动对爱尔兰的入侵，但因故未能行动。第二年夏，阿古利可拉进一步向北推进，在这次行动中采取了水陆并进的战略，喀里多尼亚人武装了所有适龄人，互相结盟，双方发生了一定的交火。公元84年初夏，联合起来的喀里多尼亚诸部落准备在格劳庇乌山给罗马侵略者以痛击。正如引言中谈到的那样，罗马军队发现格劳庇乌山已被占据，双方开始战斗。

## 战役细节
根据塔西佗的记述，共计8000人的辅助部队部署于中央，3000骑兵放在两翼，罗马军团部署于阵地前作为预备队。对罗马军总规模的估计从17000到30000不等。 尽管塔西佗谈到有11000辅助军团及4个骑兵大队部署的状况，正规罗马军团的兵力尚不明确。由卡加库斯(Calgacus)领导的喀里多尼亚人(塔西佗只谈到他发表了一篇演说，而这篇演说很有可能是虚构的)据说兵力超过30000人。喀里多尼亚联军居高临下，第一排被部署在平地上，而后排则沿着地势逐次上升, 阵型呈马蹄铁形。
在一阵短暂的对射之后，阿古利可拉下令辅助部队接近敌人。这部分辅助部队由大约四个大队的巴达维亚人（Batavians）和两大队的佟古累人（Tungri）剑士团组成。喀里多尼亚人很快就被大批杀伤，山脚的部队，无论是步兵还是骑兵还是战车都被辅助军团所蹂躏，崎岖不平的地形限制了骑兵和战车的发挥。山顶的部队见状企图迂回，反倒被骑兵所反包围。喀里多尼亚人全线溃退，企图进入附近的山岭以求庇护，寻求反攻的机会，却遭到了严密组织的罗马军队无情的屠戮。

根据记载，罗马正规军团在整场战役中作为预备队没有被投入战斗。罗马仅以区区360名辅助军团士兵的生命就换取了一万喀里多尼亚人的阵亡。第二天早上罗马的斥候遍寻不见逃跑者的踪影，这剩下的两万人跑得无影无踪了。

## 战后
在这场最后之役后，阿古利可拉宣称他已征服了所有不列颠部落。很快他就被召回罗马不列颠总督的职务也被交卸给萨鲁斯特·卢库卢斯。罗马可能本准备巩固这一地区的统治，但是由于莱茵河前线吃紧，军队不得不撤回，巩固统治自然就成为不可能。
按照塔西佗的说法，北不列颠的得而复失(Perdomita Britannia et statim missa)是由于图密善的反对。然而，一些史学家怀疑阿古利可拉是否粉碎了岛上最后的抵抗力量，毕竟后来修建的哈德良长城和长期驻扎在不列颠的数个正规军团就是抵抗力量远未消灭的力证。
也有人怀疑，因为缺乏考古学证据和惊人悬殊的伤亡比，这场仅由塔西佗记载的决定性胜利可能是夸大其词，或者干脆就是塔西佗或者阿古利可拉炮制出来的。取得了这样一场辉煌的胜利，竟然没有任何的加官进爵，虽说有可能是由于阿古利可拉的功高震主，但仍显得不合情理。有一位作者甚至认为图密善已经通过渠道了解到这场胜利的虚假。

## 战役地点
这场战役的发生点经过长期的学术讨论，大多认为这场战役的发生地包含了从佩思郡（Perthshire）到阿伯丁郡的迪河(River Dee)以北的广大区域，几乎涵盖了整个苏格兰东北。大批作家认为这场战役发生在格兰扁山脉，在那举目远眺便可以看到北海。特别是罗伊、修伦尼（Surenne）、瓦特、霍干 甚至进一步认为战场可能就是克姆普视通山（Kempstone Hill）、梅格尼山（Megray Hill）或者其他上文提到的那个罗马营寨附近的小山包。这些位于金卡丁郡（Kincardineshire）的地点地貌也的确很符合塔西陀的描述。该地地貌也很近似于埃尔西克山(Elsick Mounth)，那的山脚下有一条经常被喀里多尼亚人和罗马人用作军事目的的小路。此外，阿伯丁郡的班纳澈山，距萨瑟兰郡不远的加斯科山脉都是可能的战役发生地。

## 注脚
1. ↑  所谓喀里多尼亚是罗马人对苏格兰的称呼。
2. ↑  他们居住的区域在现在乃是约克郡、都兰（Duram）、坎伯兰郡、威斯特摩兰郡和兰开夏郡
3. ↑  他们居住在当今的北威尔士
4. ↑  时称莫纳岛(mona)
5. ↑  时称希伯尼亚
6. ↑  这个结论从地理学上来看，的确很有可能。然而就版本学来看，却是有误的，因为阿古利可拉传的一般版本中写的地点都是Gramipus而非Grampian，这一误写可能是笔误，出自于15世纪的一个版本中。——阿古利可拉传的注

## 拓展阅读
- James E. Fraser, The Roman Conquest Of Scotland: The Battle Of Mons Graupius AD 84
- Duncan B. Campbell, Mons Graupius AD 83, Oxford: Osprey Publishing, 2010.